# Lovro Pičman
Lovro Pičman, slovenski matematik in kvantni fizik, * 8. oktober 1929, Ljubljana, † 11. avgust 2022.
Bil je tudi ljubitelj likovne umetnosti in glasbe ter predvsem literature, katero je z branjem posredoval svojim najbližjem do zadnjega dne, ko je ženi, slikarki in arhitektki Alenki Kham Pičman bral Prešernove in Puškinove pesmi, vnukom Adrianu, Margeriti, Aronu pa pravljice. Hčerka Norma De Saint Picman je kot otrok redno poslušala Odisejo, Ilijado in Molièra, sam je pisal pesmi s povzemanjem oblik starinske slovenščine.

## Šolanje
Maturiral na VII realni gimnaziji v Ljubljani, diplomiral iz matematike in fizike na Filozofski fakulteti v Ljubljani, pri štiriindvajsetih letih govoril in pisal srbski, hrvaški, nemški, francoski, angleški, ruski in italijanski jezik ter absololviral tehniško fiziko na Fakulteti za kemijo Tehniške visoke šole.
Bil je provizorni asistent na Inštitutu za matematiko Univerze v Ljubljani, kot laborant nameščen na Inštitut Jožef Stefan, in na delovnem mestu v Zagrebu na Inštitutu Rudjerja Boškovića izpopolnjeval znanje iz kvantne mehanike, kjer je tudi doktoriral. Med leti 1954 do 1956 postane asistent Inštituta Jožef Štefan, ki je tedaj deloval pod okriljem Slovenske Akademije Znanosti in Umetnosti, zaključi tečaj iz teoretske fizike v Les Houches v Franciji ter veliko potuje - Ženeva, Zürich, Avignon, Toulouse, Pariz, Firence, Rim, Benetke, Celovec.
1957 odide na enoletno specializacijo za teorijo jedrskih modelov pri Aageju Bohru na Institut za teoretsko Fiziko Univerze v Kopenhagnu (Institut Nils Boor, kar je omogočil Ford Foundation), kjer se 29. novembra 1958 v Kobenhavenu poroči z Alenko Kham Pičman.
Vrnitev domov 1959, kmalu sledi rojstvo hčerke Norme De Saint Picman, januarja 1964 Fullbrightova stipendija na Univerzi Marylanda. Julija 1965 potuje z družino za leto dni v Pariz, kjer dela na Institutu za teoretsko Fiziko Univerze v Saclayu, kasneje skupno potovanje na Finsko preko Švedske, ko za pol leta nadaljuje delo na Univerzi v Helsinkih.
Sam nadaljuje pot na Univerzi v Madras in Bangalore v Indiji.
12. aprila 1967 prejme Kidričevo nagrado.
Večje strokovno potovanje je leta 1976 na Univerzo za Fiziko v Edmontonu, Kanada.
Po tem obdobju redno obiskuje Institut za teoretsko fiziko Univerze v Saclayu, s katerim vzdržuje dolgoletne študijske stike. Zadnji obisk v Parizu je leta 1997, ob rojstu vnuka Adriana Samuela.
Večletno raziskovalno delo na področju kvantne mehanike je poimenoval Quantum Billiard.